# Чаморро, Фелипе (футболист)
Фелипе Себастьян Чаморро Аспе (исп. Felipe Sebastián Chamorro Aspe; род. 30 июля 2001, Сантьяго) — чилийский футболист, полузащитник клуба «Палестино».

## Клубная карьера
Чаморро — воспитанник клуба «Палестино». 3 сентября 2020 года в матче против «Эвертона» он дебютировал в чилийской Примере. 30 июля 2022 года в поединке против «Унион Ла-Калера» Фелипе забил свой первый гол за «Палестино». 